# Кальянинов, Александр Георгиевич
Александр Георгиевич Кальянинов (азерб. Aleksandr Georgiyeviç Kalyaninov; 11 декабря 1992, Баку — 25 декабря 2024, близ Актау) — азербайджанский пилот гражданской авиации, второй пилот потерпевшего крушение близ Актау самолёта Embraer E190 «Азербайджанских авиалиний». Национальный герой Азербайджана (2024; посмертно).

## Биография
Родился 11 декабря 1992 года в Баку. Русский. Его отец был пилотом вертолёта и также работал в «Азербайджанских авиалиниях». Александр окончил Бакинский европейский лицей и продолжил обучение в турецком Измире. В 2021 году окончил магистратуру в лётной академии Национального авиационного университета в Кропивницком (Украина) и получил степень магистра по авиационному транспорту по квалификации «инженер-пилот» и «инженер-исследователь».

### Гибель
25 декабря 2024 года самолёт Embraer E190 «Азербайджанских авиалиний» выполнял пассажирский рейс № 8243 по маршруту Баку—Грозный. По предварительным результатам расследования власти Азербайджана и авиакомпания сообщили, что самолёт потерпел крушение в Казахстане после «внешнего физического и технического воздействия». Согласно азербайджанским правительственным источникам, самолёт был поражён российской ракетой класса «земля-воздух» в момент отражения атаки украинских БПЛА на аэропорт Грозный. Осколки ракеты поразили пассажиров и членов экипажа, взорвавшись рядом с самолётом. Один из азербайджанских источников, знакомых с ходом расследования, сообщил агентству Reuters, что предварительные результаты показали, что самолёт был поражён российской системой ПВО «Панцирь-С», а его системы связи были парализованы системами радиоэлектронной борьбы на подлёте к Грозному. Из-за сложных погодных условий в ближайших аэропортах и отказа систем управления командир Игорь Кшнякин принял решение лететь через Каспийское море в сторону аэропорта Актау, расположенного в равнинной местности в Казахстане.

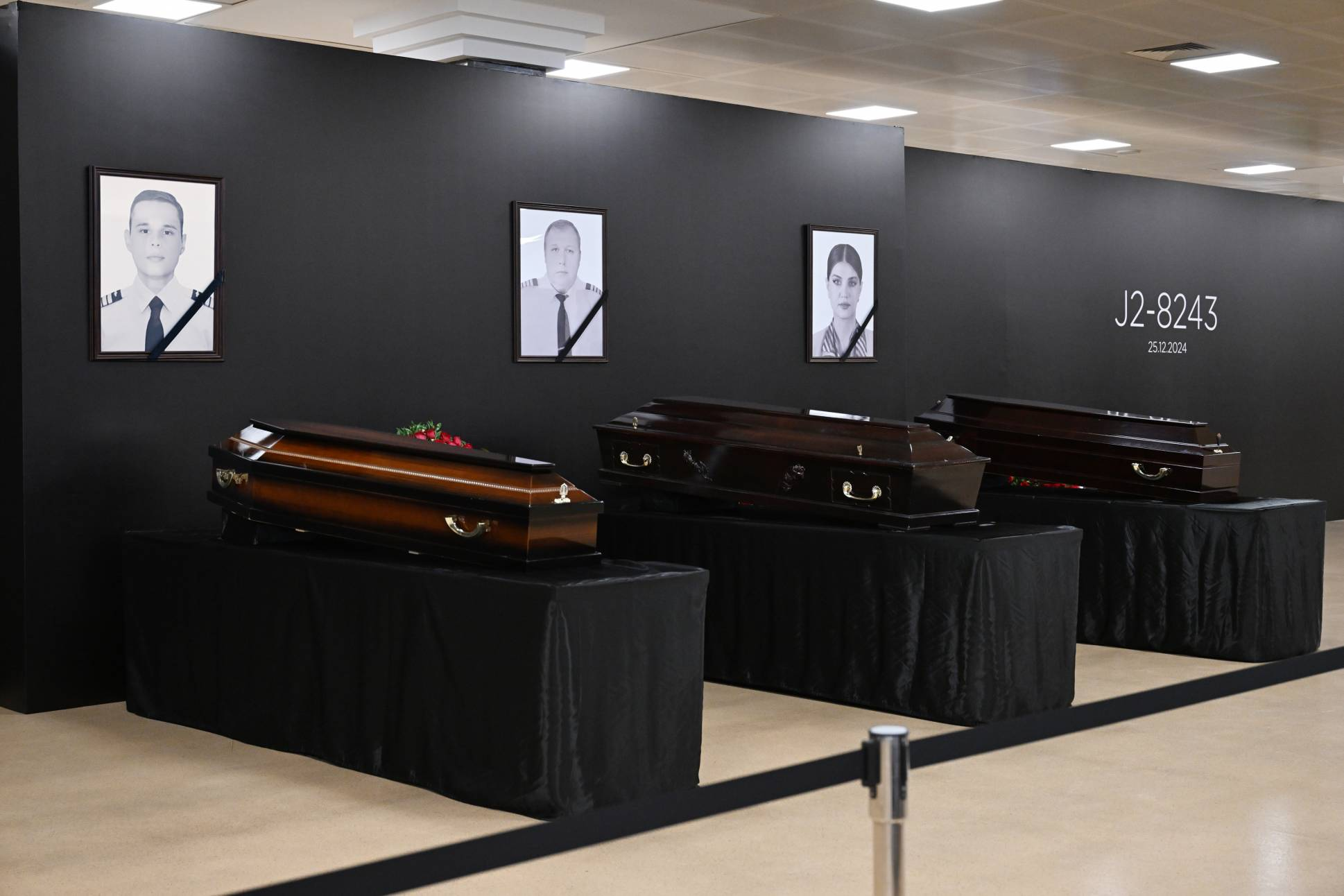
Церемония прощания с погибшими членами экипажа рейса J2-8243 (гроб с телом Кальянинова — слева). Международный аэропорт имени Гейдара Алиева

На подлёте к Актау, сделав две петли над аэропортом, самолёт рухнул рядом со взлётно-посадочной полосой (ВПП) и загорелся. На борту самолёта находилось 67 человек (62 пассажира и 5 членов экипажа), из них выжило 29, включая двух членов экипажа. Кальянинов, командир воздушного судна и старшая бортпроводница погибли.
Как позже рассказал выживший бортпроводник самолёта Зульфугар Асадов, первоначально командир судна Игорь Кшнякин собирался совершить посадку на воду, так как, как сказал ему сам командир самолёта, ему «посоветовали» посадить самолёт в море, но затем он решил совершить аварийное приземление на землю. Чтобы избежать потерь среди гражданских, пилоты увели самолёт подальше от жилых домов села в сторону окрестностей авиагавани. Как отметил экс-заместитель Комитета гражданской авиации Казахстана авиаэксперт Серик Мухтыбаев, пилоты самолёта из-за отказа гидравлических систем, скорее всего, пытались управлять только тягой двигателя, что практически крайне сложно. В связи с этим, пилоты пытались выбрать наиболее оптимальную траекторию и место для посадки. По мнению Мухтыбаева, экипаж судна сделал всё возможное для того, чтобы посадить самолёт более-менее благополучно.
28 декабря, на третий день после катастрофы, по инициативе российской стороны состоялся телефонный разговор президентов России и Азербайджана. Президент Азербайджана Ильхам Алиев во время разговора заявил, что пассажирский самолёт «Азербайджанских авиалиний», находясь в воздушном пространстве России, «подвергся внешнему физическому и техническому воздействию извне и полностью потерял управление, был направлен в казахстанский город Актау и смог совершить аварийную посадку только благодаря храбрости и профессионализму пилотов». Алиев отметил, что «на фюзеляже самолета имеются многочисленные пробоины, пассажиры и члены экипажа, еще находясь в воздухе, получили ранения от посторонних частиц, пробивших обшивку и попавших в салон самолета, и что свидетельства выживших бортпроводников и пассажиров самолета подтверждают факт внешнего физико-технического воздействия». Президент России Владимир Путин извинился перед Ильхамом Алиевым за то, что «трагический инцидент произошел в воздушном пространстве России», заявив, что в это время Грозный, Моздок и Владикавказ атаковали украинские боевые беспилотные летательные аппараты, упомянув также работу российского ПВО, но не признав, что именно это стало причиной падения лайнера.
В ночь на 29 декабря тело Александра Кальянинова спецбортом было доставлено в Баку. В этот же день состоялась церемония прощания с пилотом и другими погибшими членами экипажа, на которой присутствовали президент Азербайджана Ильхам Алиев и вице-президент страны Мехрибан Алиева. Кальянинов был похоронен на II Аллее почётного захоронения в Баку.
На момент гибели был холост.

## Награды

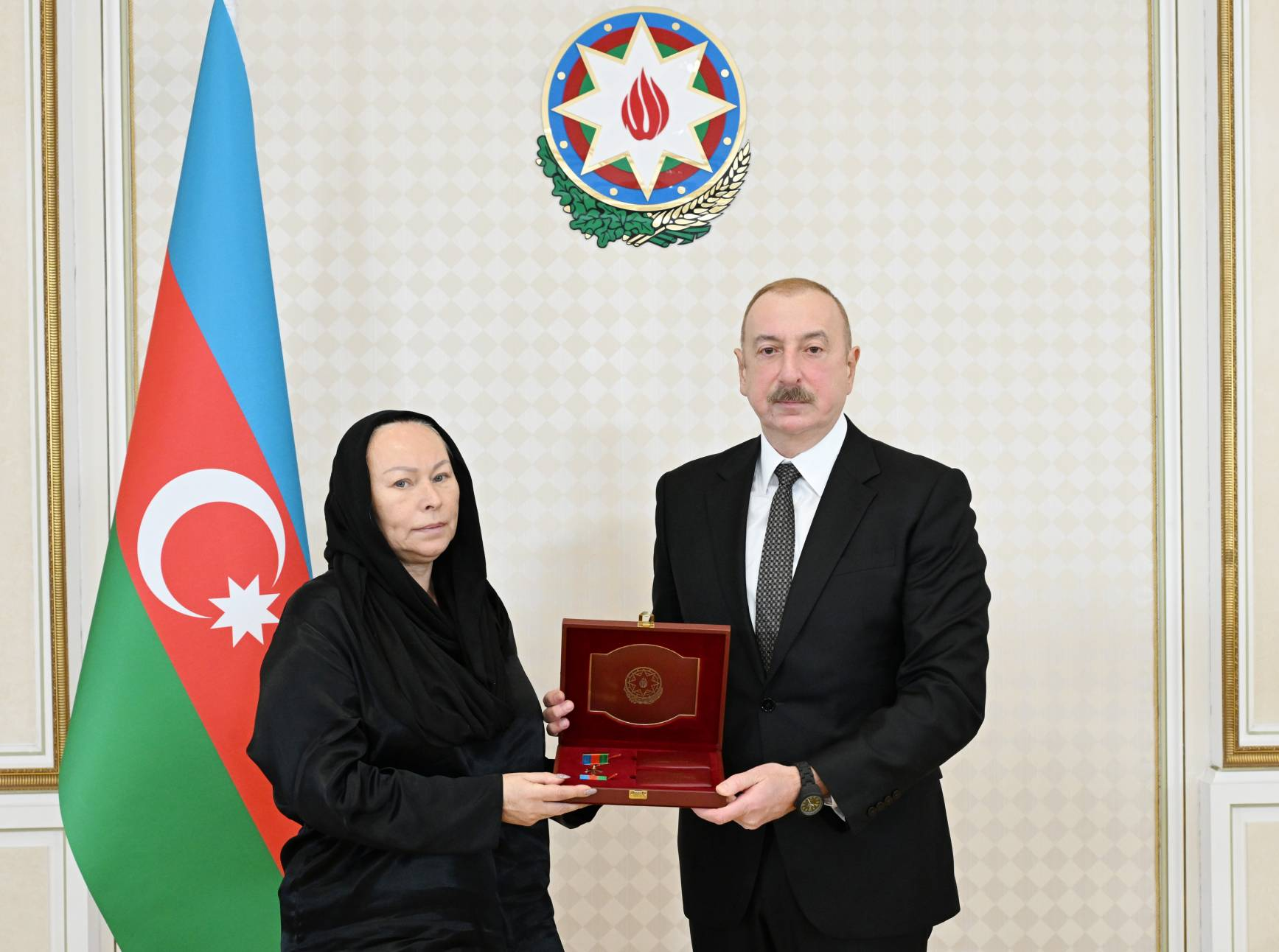
Президент Азербайджанской Республики Ильхам Алиев вручает матери Александра Кальянинова медаль Национального героя Азербайджана её сына

Распоряжением президента Азербайджанской Республики Ильхама Алиева от 29 декабря 2024 года Александру Георгиевичу Кальянинову «за высокий профессионализм, мужество и самоотверженность, проявленные при исполнении служебных обязанностей и спасении жизней пассажиров» во время авиакатастрофы, произошедшей при выполнении рейса Баку—Грозный пассажирского самолёта Embraer 190 ЗАО «Азербайджанские авиалинии» было присвоено звание Национального героя Азербайджана (посмертно).

## Память
Руководство Украинской государственной лётной академии при поддержке народного депутата Украины Романа Грищука, а также посольства Украины в Азербайджанской Республике и Объединенной диаспоры украинских азербайджанцев приняло решение присвоить одной из аудиторий университета имя Александра Калянинова.